# Mieczysław Niedziałkowski
Mieczysław Niedziałkowski (né le 19 septembre 1893 à Vilnius, mort le 21 juin 1940 à Palmiry) était un politicien et auteur polonais. Il milita dans le Parti socialiste polonais, fut le rédacteur en chef de Robotnik (en) et un des principaux membres actifs et cofondateurs de l'alliance Centrolew (en). Il publia plusieurs ouvrages sur le socialisme et la politique polonaise. Il prit part à la défense de Varsovie en 1939, organisant les milices volontaires. Il fut ultérieurement arrêté et interrogé par la  Gestapo. Il fut exécuté le 21 juin 1940 à Palmiry durant l'Action AB.
Jan Karski, dans un livre considéré comme devant être pris avec précaution, a raconté que Niedziałkowski, après avoir été arrêté par la Gestapo, fut interrogé personnellement par Heinrich Himmler, qui lui demanda : « Que voulez-vous de nous, qu'attendez-vous ? » et que Niedziałkowski répondit : « De vous, je n'attends et je n'espère rien. Je combats contre vous. »